# Декларация независимости (картина)
Декларация независимости (англ. Declaration of Independence) — картина американского художника Джона Трамбулла. Картина была заказана в 1817 году, куплена в 1819 году, помещена в ротонде Капитолия в 1826 году. На картине изображена сцена предложения к рассмотрению текста декларации независимости США на заседании континентального конгресса. Хранится в здании заседаний Конгресса США — Капитолии в Вашингтоне. Основана на меньшей версии той же сцены, которая расположена в картинной галерее Йельского университета. Трамбулл изобразил многих подписавших документ ещё при жизни и посетил Индепенденс-холл, где заседал Второй континентальный конгресс.
Сцена, изображенная на картине, часто ошибочно принимается за подписание декларации независимости. На самом деле на картине показан комитет пяти, презентующий текст документа конгрессу. Это событие произошло 28 июня 1776 года, а подписание декларации состоялось позже.
Картина изображает 42 из 56 подписавших декларацию. Изначально Трамбулл планировал запечатлеть всех, однако не смог раздобыть изображение некоторых конгрессменов. Автор также решил изобразить некоторых участвовавших в дебатах, но не подписавших декларацию, в частности Джона Дикинсона, который отказался подписать документ.

## Персонажи
Персонажи обозначены цифрами в соответствии со схемой, в каждой группе слева направо.
Четыре человека, сидящие в крайнем левом углу:
- 1. Джордж Уит
- 2. Уильям Уиппл[англ.]
- 3. Джозайа Бартлетт[англ.]
- 5. Томас Линч-старший[англ.]

Сидящий за столом слева:
- 4. Бенджамин Харрисон

Трое сидящих вместе правее Харрисона и впереди стоящих людей:
- 6. Ричард Генри Ли
- 7. Сэмюэл Адамс
- 8. Джордж Клинтон (не подписывал декларацию)

Пять фигур, стоящих слева:
- 9. Уильям Пака
- 10. Сэмюэл Чейз
- 11. Льюис Моррис
- 12. Уильям Флойд[англ.]
- 13. Артур Миддлтон[англ.]

Трое людей, сидящих между двумя группами стоящих людей:
- 14. Томас Хейворд-старший[англ.]
- 15. Чарльз Кэрролл
- 16. Джордж Уолтон[англ.]

Трое людей, стоящих на заднем плане:
- 23. Стивен Хопкинс (в шляпе)
- 24. Уильям Эллери[англ.]
- 25. Джордж Клаймер

Десять сидящих конгрессменов:
- 17. Роберт Моррис (не подписывал декларацию)
- 18. Томас Уиллинг
- 19. Бенджамин Раш
- 20. Элбридж Герри
- 21. Роберт Трит Пейн
- 22. Абрахам Кларк[англ.]
- 26. Уильям Хупер
- 27. Джозеф Хьюз
- 28. Джеймс Уилсон
- 29. Фрэнсис Хопкинсон[англ.]

Комитет пяти (пятеро стоящих на переднем плане):
- 30. Джон Адамс
- 31. Роджер Шерман
- 32. Роберт Ливингстон (не подписывал декларацию)
- 33. Томас Джефферсон
- 34. Бенджамин Франклин

Четверо сидящих рядом с правым углом:
- 35. Ричард Стоктон[англ.]
- 36. Фрэнсис Льюис
- 37. Джон Уитерспун[англ.]
- 38. Сэмюэл Хантингтон[англ.]

Двое людей, стоящих в правом углу:
- 39. Уильям Уильямс[англ.]
- 40. Оливер Уолкотт[англ.]

Две фигуры, находящихся за столом:
- 42. Чарльз Томсон[англ.] (стоит)
- 41. Джон Хэнкок (сидит)

Трое стоящих конгрессменов справа от стола:
- 43. Джордж Рид
- 44. Джон Дикинсон (не подписывал декларацию)
- 45. Эдвард Ратлидж[англ.]

Двое людей, сидящих в дальнем крайнем углу
- 46. Томас Маккин
- 47. Филип Ливингстон